# Silvio Zavala Vallado
Silvio Arturo Zavala Vallado (Mérida, Mèxic, 1909-2014), fou un jurista i historiador mexicà «una figura notable que va contribuïr a documentar la identitat dels pobles d'Amèrica». Va investigar les formes opressives durant la colonització espanyola d'Amèrica, com ara l'esclavatge, el servei personal dels indis, el repartiment forçós. Va recercar i descriure les idees i les institucions que sostenien l'opressió així les reaccions de l'home americà a la recerca de llibertat.

## Biografia
Nascut a la ciutat mexicana de Mérida el 1909 on va acabar l'ensenyament segundari, va obtenir la llicenciatura de Dret a la Universitat Central de Madrid. Entre 1933 i 1936 hi va treballar al Centre d'Estudis Històrics fins que va tornar a Mèxic on va treballar a la secretaria del Museu Nacional de Mèxic.
Va fer classes al Colegio de México així com a diverses universitats d'arreu del món com a professor visitant. Ha fundat i dirigit la revista Historia de América, així com el Museu Nacional d'Història de Chapultepec.
Entre 1961 i 1966 fou ambaixador de Mèxic davant la UNESCO, i el 1966 va esdevenir ambaixador a França fins al 1975. Va ser president del Consell Internacional de Filosofia i Ciències Humanes de París entre 1968 i 1971. Ha escrit més de mig centenar d'assaigs sobre la Colonització europea d'Amèrica, i especialment de la colonització espanyola.
Premiat amb el Premi Nacional de Literatura de Mèxic, el 1993 fou guardonat amb el Premi Príncep d'Astúries de Ciències Socials «per la seva continuada i profunda tasca d'investigació, per la seva intensa activitat docent, pels seus treballs i publicacions sobre la història de Mèxic durant l'etapa colonial, i per la seva constant preocupació per integrar i comprendre l'àmbit hispanoamericà en el marc d'influències universals.»
El 2020 es va inaugurar la càtedra franco-mexicana Silvio Zavala-François Chevalier de ciències socials al Collegi de Mèxic.